# Didymocarpus aurantiacus
Didymocarpus aurantiacus är en tvåhjärtbladig växtart som beskrevs av Charles Baron Clarke. Didymocarpus aurantiacus ingår i släktet Didymocarpus och familjen Gesneriaceae. Inga underarter finns listade i Catalogue of Life.